# 肯顿 (俄克拉何马州)
肯顿（英語：Kenton）是美国奧克拉荷馬州錫馬龍縣的一个小的非建制地區。